# Milan Lah
Milan Lah, slovenski general, * 16. december 1913, Lož, † Ljubljana 3. oktober 1999.
Lah je leta 1934 končal vojaško akademijo, 1941 pa višjo vojaško akademijo (VVA). Aprila 1942 se je pridružil partizanom. Glavni štab (GŠ) NOV in POS ga je novembra 1942 poslalo v vrhovni štab NOV in POJ, kjer je bil v častniški šoli. Po končanem šolanju je prevzel razne dolžnosti: načelnika štaba 7. krajiške udarne brigade, oficir za zvezo z zavezniškimi vojaškimi misijami in komandant bojnih enot NOV v bazi NOVJ v južni Italiji, po vrnitvi v Slovenijo 1945 pa namestnik načelnika GŠ. Nato je bil med drugim še načelnik štaba 4. armadne oblasti, katedre za štabno službo VVA ter načelnik štaba komande mesta Beograd; po upokojitvi 1970 je bil med drugim tudi izredni profesor obramboslovja na FSPN v Ljubljani. 
Napisal je monografijo Kumanovska operacija, ki je izšla v knjigi Prvi balkanski rat 1912-1913 (Beograd, 1959).